# Цах, Николай Петрович
Никола́й Петро́вич Цах (род. 10 декабря 1939, Еленовка, Кировский район, Приморский край, СССР) — российский государственный деятель; министр транспорта Российской Федерации (1996—1998).

## Биография
В 1962 году окончил Владивостокское высшее инженерное морское училище по специальности «инженер-судоводитель». С 1963 года работал в Дальневосточном морском пароходстве: помощник капитана на судах (1963—1967); групповой инженер-диспетчер (1967—1969), заместитель главного диспетчера (1969—1970) службы перевозок и движения флота; заместитель начальника (1970—1972), начальник (1972—1977) службы портов. В 1974 году заочно окончил Дальневосточное Высшее инженерное морское училище по специальности «инженер-эксплуатационник водного транспорта».
В 1977—1985 годах — начальник Владивостокского морского торгового порта. В 1985 году защитил кандидатскую диссертацию.
С 1985 года работал в Министерстве морского флота СССР: заместитель, с 1986 — первый заместитель начальника, начальник (1986—1991) Главного управления перевозок, эксплуатации флота и портов; одновременно — член коллегии Министерства (1986—1989), заместитель министра (1989—1991).
С 1992 года — в Министерстве транспорта Российской Федерации: первый заместитель директора, с января 1994 — директор Департамента морского транспорта (в ранге первого заместителя министра).
С 12 января 1996 по 1 марта 1998 года — Министр транспорта Российской Федерации. Состоял также председателем российской части межправительственных комиссий по торгово-экономическому и научно-техническому сотрудничеству между РФ и Марокко, Тунисом (с 26.10.1996), сопредседателем Межведомственной комиссии по вопросам повышения конкурентоспособности российских предприятий и организаций транспорта (с 14.2.1997), членом Комиссии Правительства РФ по оперативным вопросам (с 9.9.1996), членом Правительственной научно-технической комиссии (с 15.1.1997). В период его руководства министерством была разработана концепция транспортной политики России (1997); началась приватизация пароходств; повышению конкурентоспособности российских перевозчиков на международном рынке способствовал принятый в 1998 году Федеральный закон «О государственном контроле за осуществлением международных автомобильных перевозок»; создан некоммерческий Фонд обеспечения безопасности на транспорте.
В декабре 1996 года категорически отказал Б. А. Березовскому и заместителю гендиректора «Аэрофлота» Н. А. Глушкову в просьбе подписать распоряжение, разрешающее аккумулировать все средства, собираемые представительствами «Аэрофлота» за рубежом, на счетах швейцарской фирмы «Андава». В марте 1997 года поддержал решение Государственной Думы о переводе нескольких триллионов рублей, которые Москва тратила на ремонт своей собственной дорожной сети, в распоряжение федеральных органов, чем вызвал конфликт с мэром Москвы Юрием Лужковым.
1 марта 1998 уволен с поста министра, по одной из версий, из-за пожара в здании департамента морского флота, которое выгорело дотла.
Работает председателем совета директоров закрытого акционерного общества «Морцентр-ТЭК» (Москва).
Академик академии транспорта РФ.
В 1999 году баллотировался на выборах в Государственную думу от избирательного блока «Отечество — Вся Россия» (в составе Нижне-Волжской региональной группы).

### Избранные труды
- Цах Н. П. Методологические основы организации и функционирования хозрасчетных производственных перегрузочных комплексов в морских портах : (На примере порта Владивосток) : Автореф. дис. … канд. техн. наук. — М., 1985. — 24 с.
- Цах Н. П., Степанец А. В. Теория и практика создания и организации работы хозрасчетных перегрузочных комплексов. — Владивосток: Изд-во Дальневост. ун-та, 1985. — 152 с. — 1500 экз.

## Награды
- орден Трудового Красного Знамени
- орден Дружбы народов[2]
- Юбилейная медаль «100 лет гражданской авиации России» (2023)[9][10]
- Благодарность Президента Российской Федерации (17 июля 1996 года) — за активное участие в организации и проведении выборной кампании Президента Российской Федерации в 1996 году[1][11]
- орден «За морские заслуги» (2009)[6]
- Заслуженный работник транспорта РФ[7]
- Почётный работник морского транспорта России
- Почётный строитель России[7]
- знак «Золотой фонд ДВГМА»[7]